# RHM (catálogo filatélico)
RHM (catálogo filatélico) é um catálogo filatélico especializado em selos do Brasil. 

## História
Publicado pela empresa RHM Filatelistas com sede em São Paulo chegou a sua 58ª edição em 2013. Rolf Harald Meyer (1927-2014) foi o fundador e proprietário da empresa. A edição relaciona os selos do Brasil emitidos de 1843 até junho 2012.